# Giuseppe Baldini
Giuseppe Baldini (Russi, 11 de março de 1922 — Genova, 26 de novembro de 2009) foi um ex-treinador e ex-futebolista italiano.

## Carreira
Nascido na cidade de Russi na Itália, Baldini começou sua carreira em 1939, nas categorias de base do Pontedera. Se profissionalizou na Fiorentina, jogando também na Internazionale, Andrea Doria, Sampdoria, Genoa e no Como, bem como na Seleção Italiana.
Depois de ter se aposentado ele tornou-se técnico, treinando o Sampdoria entre 1965 e 1966. Foi também treinador do Como, Avellino e da Fiorentina.
Baldini morreu em 26 de novembro de 2009, aos 87 anos em Genova, Itália, apenas dois dias antes da 101° edição do Derby della Lanterna, onde era um dos principais protagonistas, com 6 gols marcados, 1 com Andrea Doria, 4 com Sampdoria (incluindo o primeiro gol do primeiro derby entre Sampdoria e Genoa) e um com Genoa.

## Títulos

### Como jogador
Fiorentina
- Coppa Italia: 1939-1940